# B71 Sandur
A B71 Sandur egy feröeri labdarúgóklub. A Feröeri labdarúgó-bajnokság másodosztályában játszik. Egyszeres bajnok és kupagyőztes.

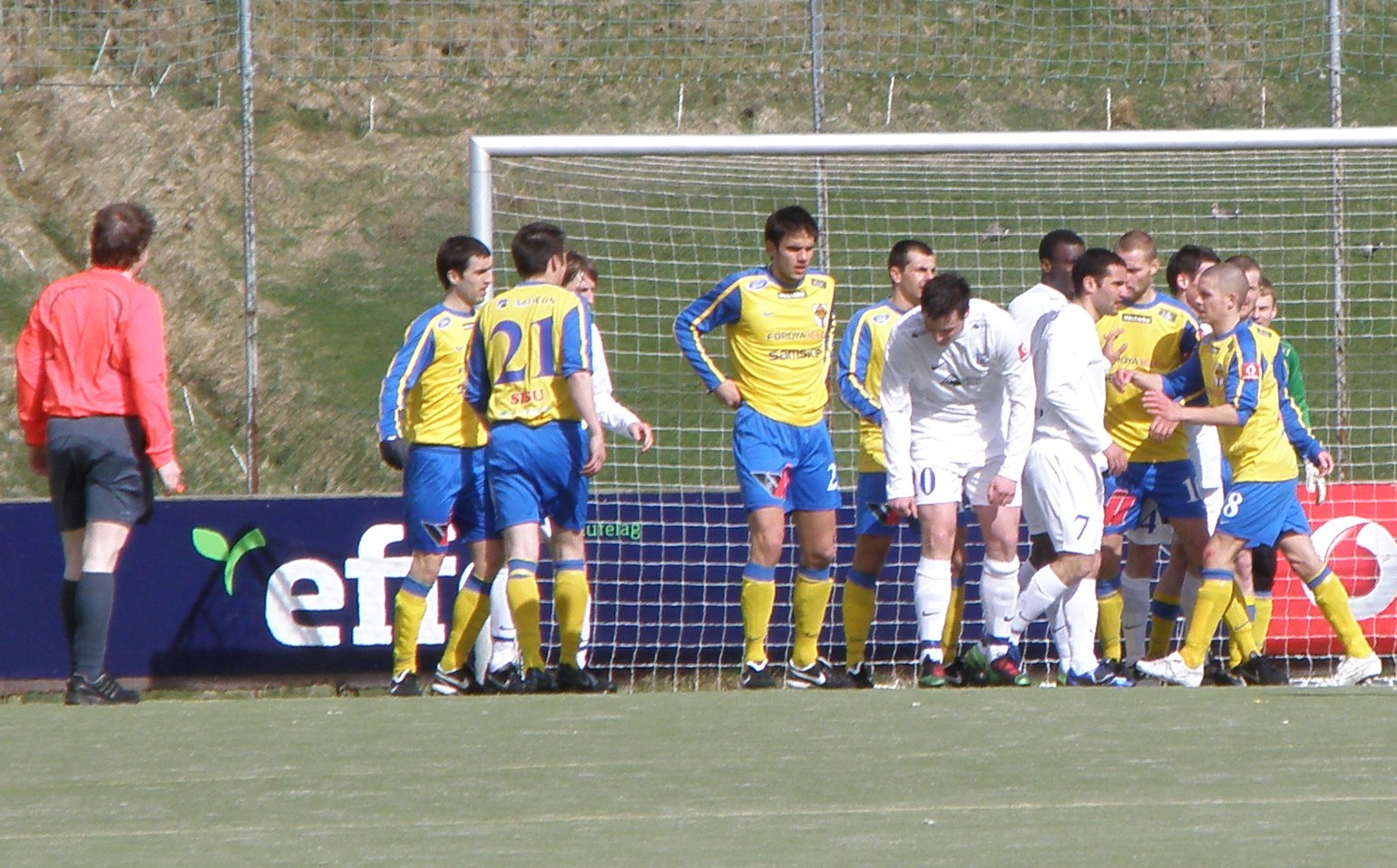
B71 Sandur–FC Suðuroy mérkőzés 2010-ben

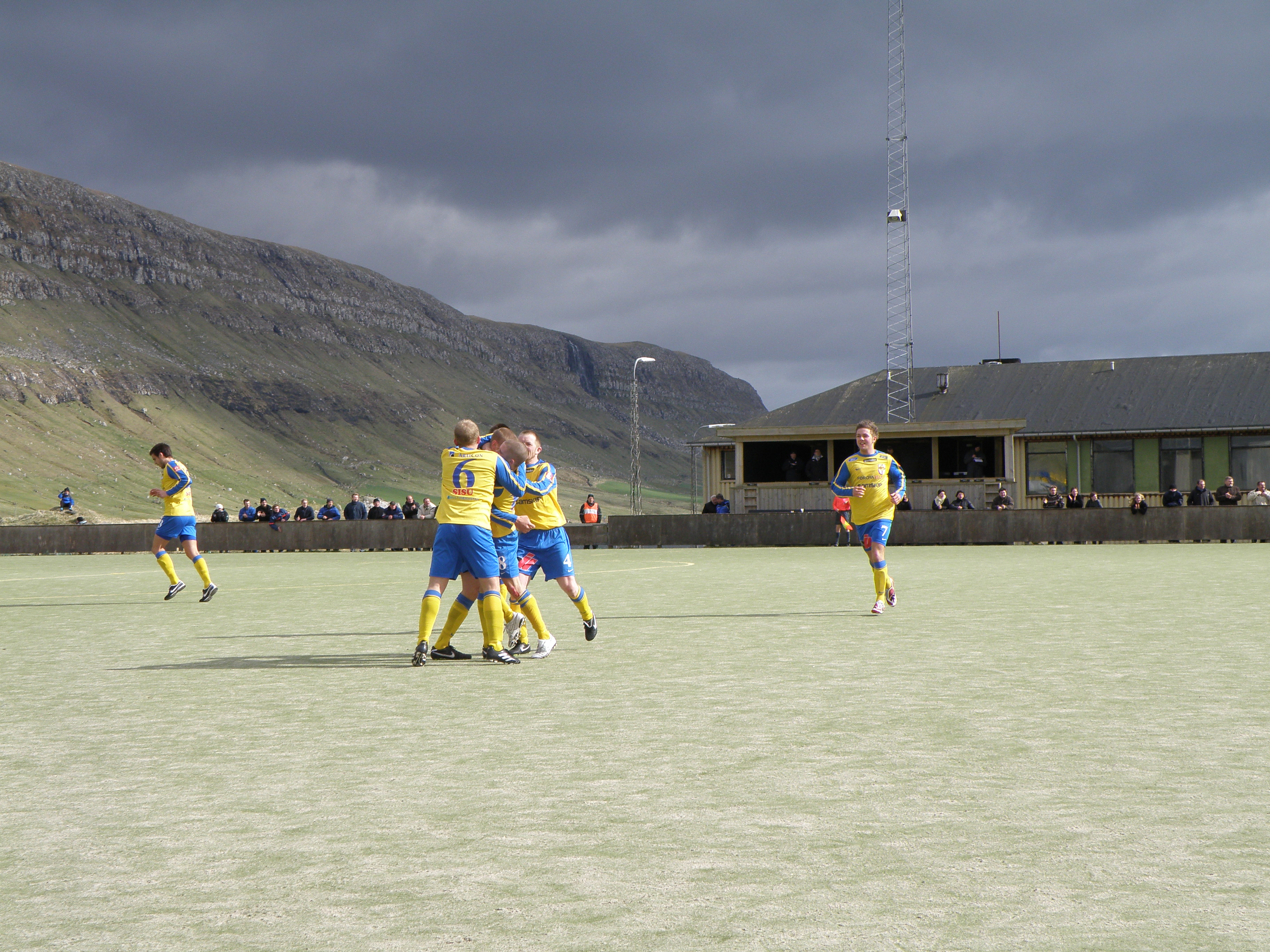
B71 Sandur–FC Suðuroy mérkőzés 2010-ben

## Eredmények
- Feröeri bajnok (1):

1989
- Feröeri kupagyőztes (1):

1993